# Combretum wattii
Combretum wattii är en tvåhjärtbladig växtart som beskrevs av Arthur Wallis Exell. Combretum wattii ingår i släktet Combretum och familjen Combretaceae. Inga underarter finns listade i Catalogue of Life.